# 마시따밴드
마시따밴드는 대한민국의 록밴드이다. 2012년 첫 싱글 <돌멩이>를 발표했다.

## 방송
- 슈퍼스타K 5 - Top10(9위)